# Внешняя политика Афганистана
Внешняя политика Афганистана — в её основу положены независимость, национальный суверенитет и территориальная целостность Афганистана. Остаётся в силе и традиционный принцип внешнеполитической деятельности — активный и позитивный нейтралитет. Афганистан является членом ООН с 1946 года.

## Общая характеристика
После свержения режима талибов международное сообщество согласилось оказать помощь в восстановлении экономики Афганистана и в других вопросах (ликвидация остатков терроризма, обеспечение безопасности, создание национальных вооружённых сил, борьба за эмансипацию женщин, борьба против наркобизнеса, безработицы и так далее). Такого рода широкомасштабное участие в афганских событиях не могло не сказаться на внутри- и внешнеполитическом положении Афганистана. В условиях масштабного международного присутствия в стране её внутренняя и внешняя политика испытывает определённое воздействие со стороны зарубежных участников, многие из которых, в первую очередь его соседи, стремятся получить здесь свою зону влияния, зачастую выступая в качестве соперников, тем самым подрывая усилия по стабилизации внутри- и внешнеполитического положения Афганистана.

## История

### До Второй мировой войны
До Второй мировой войны преобладало влияние Великобритании, но незадолго до её начала Германия, Италия и Япония начали торговые переговоры с Афганистаном и предложили ряд программ развития. Дальнейшее проникновение в страну Германии и Италии было остановлено в 1941 году совместными действиями Великобритании и СССР. Во время Второй мировой войны Афганистан объявил о своём нейтралитете и сохранял его до конца войны. В те годы были установлены дипломатические отношения с США и Китаем, а в 1946 года заметно улучшились отношения с СССР. Граница между странами была установлена по центральной линии русла Амударьи, и Афганистан получил право забора воды из этой реки на нужды орошения.

### Предложения по созданию независимого Пуштунистана
В 1947 году, когда Великобритания уходила из Индии, правительство Афганистана внесло предложение, чтобы населению Северо-Западной пограничной провинции (территория которой ранее контролировалась афганскими властями) была предоставлена возможность самостоятельно решать, войти ли в состав Афганистана или Пакистана или же образовать независимое государство. Афганская сторона констатировала, что восточные рубежи Афганистана, установленные в 1893 году (так называемая «линия Дюранда»), никогда не были подлинно государственной границей. Из-за противодействия некоторых племён начались пограничные конфликты и ситуация чуть было не дошла до войны. В тот год правительство Афганистана предложило образовать независимое государство Пуштунистан, куда должна была войти значительная часть территории тогдашнего Западного Пакистана. Это предложение было поддержано СССР.

### 1970-1980-е годы
После Второй мировой войны Афганистан не примкнул ни к одному из военно-политических блоков и был нейтральным государством. Однако, когда в 1978 году в стране произошла Апрельская революция, был подписан Договор о дружбе, добрососедстве и сотрудничестве с СССР. Вначале Советский Союз только поставлял оружие руководству Афганистана для борьбы с мятежниками-исламистами, затем прислал советников, но в декабре 1979 года в страну были введены советские войска. Правительство в Кабуле попало в зависимость от СССР, который в период с 1978 по начало 1990-х годов предоставил ему военную помощь в размере около 40 млрд долл. Тем временем повстанцы получали помощь от Пакистана и США, а также получили широкую поддержку со стороны Саудовской Аравии, Китая и ряда других государств, которые в совокупности выделили моджахедам оружия и прочего военного снаряжения на сумму около 10 млрд долл. Таким образом, в 1980-е годы гражданская война превратила Афганистан в арену соперничества сверхдержав.

### Первый Исламский Эмират Афганистан (1996—2001)
После падения Демократической Республики Афганистан в 1992 году власть перешла к талибам. Был провозглашён Исламский Эмират Афганистан, который, однако, был признан лишь Пакистаном, Объединёнными Арабскими Эмиратами и Саудовской Аравией в 1997 году.

## Исламская Республика Афганистан

### Отношения с США
США воевали в Афганистане в рамках операции «Несокрушимая свобода», начатой в ответ на террористический акт 11 сентября 2001 года. В ходе операции к началу 2002 года режим талибов был ликвидирован и образована поддерживаемая США Исламская Республика Афганистан. США взяли на себя ведущую роль в восстановлении Афганистана, предоставив миллиарды долларов Афганским национальным силам безопасности, принимая участие в строительстве дорог, правительственных и образовательных учреждений.
В 2005 году Соединенные Штаты и Афганистан подписали соглашение о стратегическом партнерстве, обязывающее обе страны поддерживать долгосрочные отношения. Исламская Республика Афганистан имела посольство в Вашингтоне, а также консульства в Нью-Йорке и Лос-Анджелесе. 28 марта 2010 года в Афганистан с официальным визитом прибыл Президент США Барак Обама. Он встретился с Президентом Афганистана Хамидом Карзаем и выступил перед американскими военнослужащими. 2 мая 2012 года президент Афганистана Хамид Карзай и президент США Барак Обама подписали соглашение о стратегическом партнерстве между двумя странами после того, как президент Обама прибыл в Кабул в первую годовщину смерти Усамы бен Ладена. 7 июля 2012 года в рамках Соглашения о постоянном стратегическом партнерстве США объявили Афганистан своим основным союзником, не входящим в НАТО. 
Американское участие в войне в Афганистане, самой продолжительной войне в истории США, завершилось после вывода американских войск из страны к 30 августа 2021 года. Одновременно с выводом войск талибы начали крупное наступление и свергли поддерживаемую США Исламскую Республику Афганистан, что вынудило эвакуировать американский дипломатический персонал из страны.

### Отношения с Россией
Афганистан имеет дипломатические отношения с Российской Федерацией (установлены ещё с Советской Россией в 1919 году).

### Афганистан иШОС
В настоящее время Афганистан является государством-наблюдателем в шанхайской организации и участвует в Контактной группе Афганистан-ШОС. Чтобы снять Афганистан с "американской финансовой иглы", ШОС предлагает увеличить его бюджетный доход до 10 млрд. долларов за счёт предоставления рынков сбыта для афганской продукции с ежегодной продажей на 60-70 млрд долларов, развития транспортной инфраструктуры и энергетики, создания новых производств. Только пятикратный рост афганского ВВП выведет Кабул из кабалы американских концессий и импорта и позволит самостоятельно финансировать борьбу с талибами и новой угрозой ИГ.

### Отношения с соседними государствами
В декабре 2002 года временное переходное правительство Афганистана подписало с представителями Китая, Пакистана, Ирана, Туркменистана и Узбекистана Кабульскую декларацию о невмешательстве во внутренние дела страны, уважении национального суверенитета и территориальной целостности друг друга. На этой встрече в качестве наблюдателей присутствовали представители России, Индии и Саудовской Аравии, а также Европейского союза и Организации Исламская конференция.